# Sarah Pidgeon
Sarah Pidgeon (Estados Unidos; 7 de julio de 1996) es una actriz estadounidense. Es conocida principalmente por interpretar a Leah Rilke en la serie de televisión The Wilds.

## Filmografía
| Año   | Título                | Papel                    | Notas                                                    |
| ----- | --------------------- | ------------------------ | -------------------------------------------------------- |
| 2014  | Nowhere I'd Rather Be |                          | Cortometraje                                             |
| 2018  | One Dollar            | Chica fiestera           | Episodio: "Garrett Drimmer"                              |
| 2019  | Gotham                | Jane Cartwright/Jane Doe | Episodio "Legend of the Dark Knight: Nothing's Shocking" |
| 2020- | The Wilds             | Leah Rilke               | Papel principal                                          |
| 2024  | The Friend            | Val                      |                                                          |